# Menander ergines
Menander ergines är en fjärilsart som beskrevs av Adalbert Seitz 1917. Menander ergines ingår i släktet Menander och familjen Riodinidae. Inga underarter finns listade i Catalogue of Life.